# Ambrosia (film)
 For alternative betydninger, se Ambrosia. (Se også artikler, som begynder med Ambrosia)
Ambrosia er en dansk kortfilm fra 2014 instrueret af Anton Breum.

## Handling
Den unge forretningskvinde, Ene, og hendes dominerende mor, Kirsten, driver sammen en succesfuld blomsterhandel. Ene forsøger at bryde fri fra Kirsten og firmaet, men da Kirsten pludselig bliver syg, må Ene blive hjemme, og snart afslører de to kvinder nye og voldsomme sider af deres giftige forhold.

## Medvirkende
- Sofia Nolsøe, Ene
- Karen-Lise Mynster, Kirsten
- Hans Henrik Clemensen
- Thue Ersted Rasmussen